# Rocca Grimalda
Rocca Grimalda é uma comuna italiana da região do Piemonte, província de Alexandria, com cerca de 1.346 habitantes. Estende-se por uma área de 15,64 km², tendo uma densidade populacional de 86 hab/km². Faz fronteira com Capriata d'Orba, Carpeneto, Ovada, Predosa, Silvano d'Orba, Trisobbio.

## Demografia
| Variação demográfica do município entre 1861 e 2011                               |
|                                                                                   |
| Fonte: Istituto Nazionale di Statistica (ISTAT) - Elaboração gráfica da Wikipedia |